# سن الموافقة في المكسيك

السن الأدنى للموافقة في المكسيك حسب الولاية. الخطوط: خاليسكو تسمح بـ 15 إذا دحض الإغراء. المكسيك تسمح بـ 13 سنة إذا كان فارق السن أقل من 5 سنوات

كل ولاية مكسيكية تحدد السن الأدنى للموافقة على ممارسة الجنس خارج إطار الزواج بموجب القانون. وتتراوح هذه بين 10 و15. حددت الحكومة الفيدرالية سن 18 عامًا، وهناك قوانين اغتصاب قانونية تحظر الخداع والإغواء في كثير من الأحيان من أجل ممارسة الجنس مع قاصر فوق السن الأدنى للموافقة. على سبيل المثال، حددت ولاية سينالوا السن الأدنى بعشر سنوات، لكنها تفترض أن أي ممارسة جنسية بين شخص بالغ وقاصر يقل عمره عن 16 عاماً تعد اغتصاباً قانونياً؛ كما أن ممارسة الجنس مع قاصر يزيد عمره عن 16 عاماً تعد جريمة يعاقب عليها القانون، وإن كان ذلك عادة بناء على طلب القاصر أو الأوصياء القانونيين عليه.

## الإطار التشريعي
في المكسيك، يتقاسم التشريع الجنائي بين الحكومة الفيدرالية وحكومات الولايات. ينص القانون الفيدرالي على أن سن 15 عامًا هو الحد الأدنى لسن الموافقة، في حين أن السن الذي لا توجد فيه أي قيود على الأنشطة الجنسية بالتراضي هو 18 عامًا (ممارسة الجنس مع شخص يتراوح عمره بين 15 و18 عامًا ليس غير قانوني في حد ذاته، ولكن لا يزال من الممكن مقاضاة الشخص في ظل ظروف معينة). قد تتغلب قوانين الدولة المحلية على القانون الفيدرالي. وفي الممارسة العملية، فإن القرار بشأن مقاضاة الشخص أو عدم مقاضاته يقع على عاتق السلطات الحكومية بغض النظر عن سن الشخص الأصغر سنا. على مستوى الدولة، يتراوح الحد الأدنى لسن الموافقة بين 12 و15 عامًا، في حين أن السن الذي لا توجد فيه أي قيود على الأنشطة الجنسية بالتراضي هو 18 عامًا.

## قوانين
يعتبر الاغتصاب، أو الاغتصاب القانوني، جريمة في جميع الولايات. على الرغم من أن التعريفات تختلف باختلاف الدولة، إلا أنه يعرف عادةً على أنه سلوك جنسي مع طفل بلغ الحد الأدنى لسن الموافقة ولكنه أقل من 18 عامًا عندما يحصل على موافقة الطفل عن طريق الخداع أو الإغواء. على سبيل المثال، كان قانون أغواسكاليينتس ينص سابقًا على ما يلي: «El estupro يتكون من تحقيق كوبولا مع شخص مايور دي دوسي وأقل من ديسيسيز سنة من العمر، والحصول على موافقته من خلال وسيلة الإغراء أو الإغراء.» تقليديا، ينطبق الاغتصاب فقط على الأفعال المرتكبة مع فتاة، ويتطلب «عفة» أو «صدق» الفتاة. قامت الغالبية العظمى من الولايات المكسيكية بتحديث قوانينها عن طريق إلغاء شرط «العفة» أو «الصدق» وجعل القوانين محايدة بين الجنسين. ومع ذلك، لا تزال القوانين التقليدية موجودة في بعض الولايات: على سبيل المثال، ينص قانون ولاية باجا كاليفورنيا على: la seducción o el engaño (الترجمة: «من جامع أنثى عفيفة وصادقة يزيد عمرها عن أربعة عشر عامًا وأقل من ثمانية عشر عامًا، يحصل على رضاها عن طريق الإغواء أو الخداع»). قامت جميع الولايات، باستثناء ولاية باجا كاليفورنيا، بإزالة شرط «العفة» أو «الصدق» وتعريف الاغتصاب على أنه لا ينطبق إلا على الفتيات. يختلف النوع الدقيق للإكراه الذي يجب استخدامه حسب الولاية، على سبيل المثال، يشير القانون الاتحادي فقط إلى «الخداع»، مع حذف «الإغواء» (يقرأ: Al que Tenga cópula con persona mayor de quince años y menor de dieciocho, obteniendo su consensit por medio de engaño، ترجمة: «من جامع شخصًا يزيد عمره عن خمسة عشر عامًا ولم يتجاوز الثامنة عشرة، يحصل على رضاه عن طريق الخداع»).

## القانون الاتحادي
تنص المادة 261 من قانون العقوبات الاتحادي (PDF) على أن: من ارتكب فعلاً جنسياً مع شخص لم يبلغ الخامسة عشرة من عمره أو مع شخص ليس لديه القدرة على فهم معنى الفعل أو لا يستطيع المقاومة لأي سبب من الأسباب أو طالب بتنفيذ الفعل، يعاقب بالسجن من سنتين إلى خمس سنوات . إذا استخدم الجاني العنف المعنوي أو الجسدي، تضاف نصف مدة إضافية إلى المدة الأصلية. المادة 262 تنص على أن من واقع شخصاً أتم الثانية عشرة ولم يتجاوز الثامنة عشرة من عمره، وحصل على رضاه بالخداع، يعاقب بالحبس من ثلاثة أشهر إلى أربع سنوات. ولا تتم ملاحقة جريمة التحرش هذه إلا بناء على شكوى القاصر أو والديه أو الأوصياء الشرعيين عليه، وذلك على النحو المنصوص عليه في المادة 263.
وتشير المادة 266 إلى المادة 265 السابقة التي تشمل اغتصاب البالغين بشكل عام وتحدد عقوبة السجن من 8 إلى 14 سنة لممارسة الجنس عن طريق العنف الجسدي أو المعنوي. ثم تنص المادة 266 على ما يلي: «إنه يعادل الاغتصاب ويعاقب عليه بنفس العقوبة: (الفقرة الأولى) - من جامع دون عنف شخصًا لم يتجاوز الخامسة عشرة من عمره». ويعاقب البند الثالث من هذه المادة بنفس العقوبات أيضا «إدخال أشياء في المهبل أو الشرج دون عنف ولأهداف داعرة» لمن لم يتجاوز الخامسة عشرة من عمره أو ليس له القدرة على فهم معنى الواقعة، أو لأي سبب من الأسباب لا يمكن أن تقاوم. وإذا ارتكب أي من الأفعال المذكورة مع العنف الجسدي أو المعنوي، ترتفع العقوبة إلى النصف.
وتنص مادة أخرى، 266 مكرر، على عقوبة إضافية تصل إلى النصف في ظروف معينة - (أ) عندما يكون هناك مرتكبو جريمة متعددون؛ (ب) عندما يرتكب الجريمة أحد الوالدين أو الوصي القانوني أو زوج الأم أو «رفيق» ( أمازيو) الأم؛ (ج) عندما يكون هناك إساءة استخدام لسلطة شخص ما كموظف مدني؛ (د) عندما يرتكب الجريمة شخص لديه القاصر تحت حضانته أو حراسته أو تعليمه، أو من خلال إساءة استخدام الثقة.
تحظر المادة 201 «إفساد» أي قاصر لم يتجاوز عمره 16 عامًا

## قوانين الدولة
تحدثت بين عامي 2023 و2024.
جميع الولايات المكسيكية (وكذلك مدينة مكسيكو) لديها قوانين تتعلق بفساد القاصرين والتي يمكن، بناءً على شكوى الأسرة (أو القاصر)، استخدامها لمعاقبة العلاقات الجنسية مع أشخاص تحت سن الثامنة عشرة. على الرغم من أن الملاحقات القضائية الفعلية لانتهاكات قوانين فساد القاصرين (وقوانين سن الرشد بشكل عام) تميل إلى أن تكون متفرقة وإقليمية وتعتمد بشكل كبير على الوضع، إلا أن العديد من الولايات المكسيكية تصنف فساد القاصرين على أنه «جريمة كبرى» (جريمة كبرى) في المكسيك. قوانينهم الجزائية.
بالإضافة إلى ذلك، فإن جميع الولايات لديها قوانين اغتصاب قانونية يمكن استخدامها، بناءً على شكوى من الأسرة (أو القاصر)، لمقاضاة البالغين الذين يمارسون الجنس مع القاصرين عن طريق الإغواء أو الخداع (تختلف التعريفات الدقيقة لهذه الجريمة حسب الولاية، انظر القسم estupro أعلاه).
في بعض الولايات القضائية المكسيكية، اختار المدعون مقاضاة النشاط الجنسي بالتراضي الذي يشمل البالغين والقاصرين دون السن القانونية إلا بناءً على شكوى من القاصر، أو شكوى تتعلق بالاحتجاز.

### مدينة مكسيكو
السن القانوني في مدينة مكسيكو هو 15 عاماً، والتشريعات الجنائية الشاملة في عاصمة المكسيك قريبة من القانون الفيدرالي فيما يتعلق بهذا الموضوع، على الرغم من أنها أكثر صرامة في بعض الجوانب - عقوبات أعلى وتعريفات أوسع.
وفقًا لقانون حكومة المنطقة الفيدرالية (PDF) (بالإسبانية) (النظام الأساسي لحكومة المنطقة الفيدرالية)، المادة 42، البند الثاني عشر، تتمتع الجمعية التشريعية للمنطقة بصلاحيات التشريع في القانون الجنائي .
تشير المادة 175 من قانون العقوبات الاتحادي إلى المادة السابقة 174، التي تنص على عقوبة بالسجن تتراوح بين 6 إلى 17 سنة لاغتصاب البالغين، بينما تعرف الجماع بأنه «إدخال القضيب في جسم الإنسان من خلال المهبل أو الشرج أو الفم». المادة 175 ( انتهاك ) تنص على أنه: «يعادل الاغتصاب ويعاقب بنفس العقوبة:» (الفقرة الأولى) - «من يمارس الجنس مع شخص دون سن 12 عامًا أو مع شخص ليس لديه القدرة على فهم معنى الفعل أو الذي لا يستطيع المقاومة لأي سبب من الأسباب»؛ الفقرة الثانية تعرف كل من «يدخل في المهبل أو الشرج أي عنصر أو أداة أو أي جزء من جسم الإنسان مختلف عن القضيب» بأنه ارتكب نفس الجريمة فيما يتعلق بهؤلاء الأشخاص أنفسهم.
تتناول المادة 177 «الاعتداء الجنسي» وتعاقب أفعالاً أخرى يشار إليها بالأفعال «غير العمدية» - «من يقوم، دون قصد الوصول إلى الجماع، بعمل جنسي مع شخص يقل عمره عن 12 عامًا أو شخص ليس لديه القدرة على فهم معنى الفعل أو لا يستطيع مقاومته لأي سبب من الأسباب، أو يطالب بمراقبة أو أداء مثل هذا الفعل، يعاقب بالسجن من سنتين إلى سبع سنوات».
وفي المادتين (175 و177) مدة إضافية نصف سنة في حالة العنف الجسدي أو المعنوي. وبحسب المادة 178، هناك أيضًا عقوبة إضافية قدرها ثلثي المدة في نفس الظروف المنصوص عليها في المادة 266 مكرر من القانون الاتحادي (انظر أعلاه)، مضافة بظرفين جديدين - (البند الخامس) عندما يكون الضحية داخل مركبة خاصة أو مركبة خدمة عامة؛ و (البند السادس) عندما ترتكب الجريمة في مكان صحراوي أو منعزل.
هناك جريمة تسمى الاغتصاب منصوص عليها في المادة 180، والتي تشير إلى ممارسة الجنس بالتراضي مع المراهقين الذين تتراوح أعمارهم بين 12 إلى 18 سنة، عندما يحصل على الموافقة من خلال أي وسيلة من وسائل الخداع. العقوبة هي السجن من 6 أشهر إلى 4 سنوات. هذه الجريمة تحتاج إلى شكوى ليحاكموها.
هناك قانون إفساد القاصرين (المادة 184) الذي يمكن استخدامه لمعاقبة البالغين الذين يمارسون علاقات جنسية مع أشخاص دون الثامنة عشرة بالسجن لمدة تتراوح بين سبعة إلى اثني عشر عامًا. هذا الوضع موجود في جميع أنحاء المكسيك، ويمكن ملاحقته قضائيًا بناءً على شكوى الضحية أو عائلة الضحية.